# Эммер (село)
Эммер — село в Комсомольском районе Хабаровского края. Входит в состав Селихинского сельского поселения.

## Население
| 2002 | 2010 | 2011 | 2012 | 2021 |
| ---- | ---- | ---- | ---- | ---- |
| 20   | ↘5   | →5   | →5   | ↗22  |

## Улицы
- ул. Горького,
- ул. Железнодорожная,
- ул. Шоссейная.